# جيمي موديستي
جيمي موديستي (بالفرنسية: Jimmy Modeste)‏ (مواليد 8 يوليو 1981 في باريس) لاعب كرة قدم من الرأس الأخضر دولي يجيد اللعب في خط الوسط . يلعب حاليا لصالح نادي أيب بافوس القبرصي منذ سنة 2010 .

## روابط خارجية
- جيمي موديستي على موقع الاتحاد الدولي (مؤرشف)  (الإنجليزية)
- جيمي موديستي على موقع قاعدة بيانات كرة القدم.إي يو (الإنجليزية)
- جيمي موديستي على موقع ناشيونال فوتبول تيمز (الإنجليزية)
- جيمي موديستي على موقع Soccerway.com (الإنجليزية)
- جيمي موديستي على موقع عالم كرة القدم.نت (الإنجليزية)